# Jordan Lee (actriz)
Jordan Lee (Dallas, Texas; 6 de octubre de 1959) es una actriz pornográfica y directora estadounidense.

## Biografía
Jordan Lee, nombre artístico de Gloria Lynne Grimes, nació y se crio en Dallas. Llegó a trabajar como oficial de policía en el Departamento de Dallas. En 1994, cuando contaba con 34 años, comenzó su carrera en la industria pornográfica, debutando como actriz en la película Video Virgins 7.
Como actriz llegó a trabajar con estudios como Sin City, Odyssey, VCA, Caballero, Zane, Coast To Coast, Video Team, Vivid, Acid Rain, New Sensations, Wicked Pictures, Taboo, Adam & Eve, Metro o Elegant Angel, entre otros.
En 1996 recibió su única nominación en los Premios AVN en la categoría de Mejor actriz de reparto por su trabajo en The Artist.
Retirada en 1998, llegó a aparecer en un total de 230 películas como actriz, entre producciones originales y compilaciones.
Poco después de su retiro fue acusada en el diario Dallas Observer de haber prevaricado durante su estancia como policía en Dallas y de contar en su expediente con varios episodios de fraudes y mostrando síntomas de una posible inestabilidad mental.
Alguno trabajos suyos fueron Anal All Stars, Bed and Breakfast, Butt Detective, Femme Covert, Gigolo, Hourman, Latex, Nurses Do it With Care, Out of My Mind, Sin Asylum Titty Town o Wild Breed.

## Premios y nominaciones
| Año  | Ceremonia   | Resultado | Premio                  | Trabajo               |
| ---- | ----------- | --------- | ----------------------- | --------------------- |
| 1996 | Premios AVN | Nominada  | Mejor actriz de reparto | The Artist (en vídeo) |